# 西武モニ1形電車
西武モニ1形電車（せいぶモニ1がたでんしゃ）は、かつて西武鉄道に在籍した電車（荷物電車）。日本国有鉄道（国鉄）より払い下げられた荷物電車を前身とするモニ1・2（いずれも初代）を除いて、いずれも西武鉄道に在籍する旅客用車両各形式を改造して竣功した車両群である。
なお、早期に廃車となったモニ1・2（初代）を除く全車は、1964年（昭和39年）1月31日付で実施された車両記号改正において荷物輸送用制御電動車を示す記号が「モニ」から「クモニ」に変更されたことに伴い、以降クモニ1形電車と呼称された。以下、本項においては、モニ1・2（いずれも初代）を除く各車両については車両記号改正後における「クモニ」表記で統一して記述する。

## 概要
西武鉄道においては、電気機関車牽引列車による貨物輸送と並行して、電車による小手荷物を扱う荷物輸送を実施しており、クハニ1211形電車・モハニ301形電車の客貨合造車2形式を保有、小手荷物輸送に充当した。
1950年代後半における西武鉄道は、自社傘下の復興社所沢車両工場において新製した車両を増備する一方、国鉄において廃車となった電車の払い下げを受け、並行して導入することによって輸送力増強を図ったが、それら払い下げ車両の中には1924年（大正13年）製の木造車体の荷物電車クモニ3410形2両（クモニ3411・3412）が含まれていた。同2両はいずれも国鉄在籍晩年は国鉄大井工場構内の入換作業用途に充当されていたものであり、このうちクモニ3411は国鉄当時の改造により荷物用扉が埋め込み撤去され、側面には乗務員扉以外の扉が存在しない特異な外観を呈した。同2両は1959年（昭和34年）に上石神井検車区（現・上石神井車両基地）に搬入され、同所において1年ほど留置されたのち翌1960年（昭和35年）10月8日付で正式に払い下げを受け、クモニ3412については車体改修を実施、西武鉄道初の荷物輸送専用電車モニ1形1（初代）として同月中に運用を開始した。クモニ3411についてもモニ1形2（初代）として入籍し、モニ1（初代）同様に導入される予定であったが、同車の状態が劣悪であったことにより使用不能と判断され、運用に就くことなく1962年（昭和37年）12月に除籍・解体処分された。
実際に導入されたモニ1（初代）についても高経年の木造車ゆえに老朽化が激しく、同車の代替として1963年（昭和38年）8月にモハ151形162（2代）を荷物電車へ改造しクモニ1形1（2代）として導入した。モハ162（2代）は西武鉄道の前身事業者である武蔵野鉄道が1940年（昭和15年）4月に新製した制御車クハ5855形5855を前身とし、（現）西武鉄道成立後に実施された二度の改番を経てクハ1231形1232となったのち、1957年（昭和32年）8月に電動車化改造の上で一畑電気鉄道（現・一畑電車）へ譲渡されたものの、1961年（昭和36年）11月に除籍されて西武鉄道へ返還、モハ151形162（2代）として再び導入されるという複雑な経歴を有した。また、同車は武蔵野鉄道が発注した電車として最後まで西武鉄道に在籍した車両であった。
さらに1965年（昭和40年）4月から1967年（昭和42年）5月にかけて、西武鉄道に在籍する従来車を改造して3両（クモニ2 - 4・クモニ2は2代）の荷物電車が増備された。同3両はいずれも国鉄からの払い下げ車両を前身とし、クモニ2（2代）はクモハ251形（3代）252（元国鉄クモハ14形100番台クモハ14100）を、クモニ3・4はクモハ311形335・338（元国鉄モハ31形戦災被災車の払い下げ車両）をそれぞれ種車とした。
同時期に最大4両在籍した荷物電車のうち、クモニ1は1976年（昭和51年）に廃車となったが、残る3両は1978年（昭和53年）の小手荷物輸送廃止まで在籍した。

## 車体
モニ1形（以下「本形式」）に属する各車は、種車の相違によって外観はそれぞれ異なるものの、全車とも共通して前後妻面に運転台を備える両運転台構造を採用、両開構造の大型荷物用扉を片側3箇所備える。また、旅客用車両を転用したクモニ1（2代）およびクモニ2 - 4は、荷物電車化改造に際して既存の客用扉を拡幅して荷物用扉へ転用し、車内座席・つり革など旅客用設備を全て撤去した。車体塗装は、モニ1（初代）を除く全車ともローズレッドを基調色としてウォームグレーの帯を配した荷物電車専用塗装で統一された。ローズレッド・ウォームグレーの2色とも当時の西武鉄道における旅客用車両の標準塗装、いわゆる「赤電塗装」に用いられたものと同一であり、配色のみを変更したものである。
モニ1（初代）は、クモニ3410形の種車である旧モハ10形電車としての原形を各部に残す木造二重屋根（ダブルルーフ）構造の車体を有する。外観は国鉄在籍当時と変化はなく、二重屋根部に設けられた明り取り窓もそのまま存置された。側面窓配置はd2B2B2B1d（d：乗務員扉、B：荷物用扉、各数値は側窓の枚数を示す）である。
クモニ1（2代）は、種車が戦後の国鉄型車両導入に伴う西武鉄道の車両規格拡大以前に新製された車両であったことから、本形式他車および他の旅客用車両各系列と比して車体幅が狭いため、荷物用扉下部に張り出し形のステップが設置された。同車は旅客用車両当時より両運転台構造であり、前後妻面については旅客用車両当時の原形のままとされた。
旅客用車両当時は片側2扉・片運転台構造であったクモニ2（2代）は、扉の増設ならびに両運転台構造化が実施されたが、従来連結面であった側の妻面については貫通扉を溶接によって固定したのみの軽微な改造に留められたことから、元より非貫通構造であった既存の運転台側妻面とは形状が異なる。また、前後妻面とも屋根部を改造し、切妻形状に改められた。
また、クモニ2同様に旅客用車両当時は片運転台構造であったクモニ3・4については、両運転台構造化とともに荷物電車転用当時の経年が高かったことから車体修繕工事が施工された。外板張り替えに伴って窓上下の補強帯（ウィンドウシル・ヘッダー）が撤去されてノーシル・ノーヘッダー構造となり、前面窓を含む全ての固定窓がHゴム固定支持に改められた。また新設された運転台側の妻面についても既存のものと同様に非貫通構造とされ、クモニ2とは異なり前後妻面の形状が統一された。
窓配置はクモニ1（2代）がd(1)B3B3Bd（カッコ付数字は戸袋窓を示す）、クモニ2（2代）がd1B2B2B1d、クモニ3・4がd(1)B2B2Bdである。

## 主要機器
本節では主に荷物電車化改造に伴う主要機器の変化について記述する。種車となった各形式が元来搭載した主要機器の詳細は国鉄デハ63100系電車、西武311系電車、および西武モハ351形電車の各項目を参照されたい。
モニ1（初代）は払い下げ後間もなく、国鉄在籍当時に装着したTR14台車および定格出力100kW級の主電動機を西武鉄道に在籍する他形式へ転用するため取り外したことから、導入に際しては西武鉄道のストック品であった住友製鋼所製の鋳鋼組立式釣り合い梁台車KS33Lを装着、ウェスティングハウス・エレクトリック (WH) 製WH-556-J6主電動機（一時間定格出力75kW、歯車比71:18=3.94）を搭載した。
クモニ1（初代）は、モハ151形162（2代）当時と同様に、電空単位スイッチ式間接非自動制御（HL制御）装置、ウェスティングハウス・エレクトリック製WH-556-J6主電動機（一時間定格出力75kW、歯車比71:18=3.94）、および住友製鋼所KS33L台車を装備し、クモニ2（2代）も荷物電車化改造に際して同一の主要機器へ換装された。
クモニ3・4は、クモハ311形335・338当時と主要機器に変化はなく、CS1電空カム軸式間接自動制御装置・MT4主電動機（一時間定格出力85kW、歯車比65:19=3.42）・TR14台車といった国鉄制式機器で統一されている。

## 運用
主電動機の故障を契機に1963年（昭和38年）12月18日付で廃車となったモニ1（初代）を除く本形式各車は、1966年（昭和41年）3月にクモニ1（2代）が、1967年（昭和42年）3月にクモニ2（2代）がそれぞれ主要機器をCS1電空カム軸式間接自動制御装置・MT4主電動機・TR14台車へ換装、1967年（昭和42年）2月および同年5月に導入されたクモニ3・4と併せて全車の性能を統一し連結運転に備えた。さらに1968年（昭和43年）以降、自動列車停止装置 (ATS) の導入に伴ってクモニ1 - 4（クモニ1・2は2代）についてもATSの車上装置を装備したほか、同時に台車の軸受部を従来の平軸受（プレーンベアリング）仕様からコロ軸受（ローラーベアリング）仕様に改良、台車形式がTR14Aに改められた。
同時期に最大4両在籍した荷物電車はいずれも池袋線系統へ配属され、新聞など小手荷物輸送用途に充当されたが、荷物輸送量減少および老朽化によって1976年（昭和51年）8月にクモニ1（2代）が廃車となった。残るクモニ2 - 4（クモニ2は2代）についても、1978年（昭和53年）に小手荷物輸送がトラック便に切り替えられたことにより用途を失い、同年1月に全車廃車となり、西武鉄道における荷物電車は全廃となった。

## 車歴
|                   | 車番         | 竣功年月   | 旧番            | 廃車年月   | 備考                                           |
| ----------------- | ------------ | ---------- | --------------- | ---------- | ---------------------------------------------- |
| モニ1形 クモニ1形 | モニ1 (I)    | 1960年10月 | 国鉄クモニ3412  | 1963年12月 |                                                |
| モニ1形 クモニ1形 | モニ2 (I)    | 1960年10月 | 国鉄クモニ3411  | 1962年12月 | 運用実績なし。現車は終始上石神井検車区に留置。 |
| モニ1形 クモニ1形 | クモニ1 (II) | 1963年8月  | モハ162 (II)    | 1976年8月  |                                                |
| モニ1形 クモニ1形 | クモニ2 (II) | 1965年4月  | クモハ252 (III) | 1978年1月  |                                                |
| モニ1形 クモニ1形 | クモニ3      | 1967年5月  | クモハ335       | 1978年1月  |                                                |
| モニ1形 クモニ1形 | クモニ4      | 1967年2月  | クモハ338       | 1978年1月  |                                                |